# جيمي كراتشفيلد
جيمي كراتشفيلد (بالإنجليزية: Jimmie Crutchfield)‏ هو لاعب كرة قاعدة أمريكي، ولد في 15 مايو 1910 في مقاطعة ماكون في الولايات المتحدة، وتوفي في 31 مارس 1993 في شيكاغو في الولايات المتحدة.